# 蓑輪雅夫
蓑輪 雅夫（みのわ まさお、1943年2月16日 - 没年不明）は、日本の映画監督。
鹿児島県出身。日本大学藝術学部卒業。

## 来歴
当初はフリーの助監督としてキャリアを重ね、1973年に『流星人間ゾーン』で監督デビューを果たす。しかし、その後は監督として登板する機会にはほぼ恵まれず、東映に移ってからも『刑事くん』、『Gメン'75』、『特捜最前線』などの一般ドラマや、『スパイダーマン』、『科学戦隊ダイナマン』などのキャラクターものなど、長きにわたって東映テレビプロ制作の作品で助監督を務める状況が続くこととなる。
1987年、チーフ助監督を務めていた『大都会25時』で監督を再度担当したのを皮切りに、同年より始まった『仮面ライダーBLACK』で助監督&監督を兼任。このときに初めて監督ローテーションに定着したが、蓑輪は当時45歳であったためかなりの遅咲きといえる。翌年の『仮面ライダーBLACK RX』ではメイン監督を担当するが、これは旧知の堀長文プロデューサーの意向があったとされる。その後は1996年制作の『超光戦士シャンゼリオン』第31話「羊とパイと現金と」まで、スーパー戦隊シリーズやメタルヒーローシリーズなどほぼ連年にわたって東映特撮の演出に関わり続けた。『シャンゼリオン』終了後には、東映が制作協力した『新幹線'97恋物語』の現場に参加しているが、これは助監督としての参加である。
正確な没年については公表されていないものの、日本映画監督協会の公式ホームページにおける会員情報では、2018年の時点で物故会員として扱われている。
『地球戦隊ファイブマン』に出演した藤敏也は、蓑輪についてねっちりとした演出をすると評しており、俳優にリテイクを出すときも怒鳴るのではなく言葉で要求してきたという。第3話の撮影では、蓑輪から敵に止めを刺すぐらいの目で演技をするよう指導され、何度もリテイクを繰り返したといい、藤は印象に残った撮影として挙げている。

## 作品（監督）

### テレビドラマ
- 流星人間ゾーン（1973年、東宝・日本テレビ）[注釈 1][注釈 2]
- Gメン'75（1975年 - 1982年、東映・近藤照男プロダクション・TBS）[注釈 2]
- 大都会25時（1987年、東映・テレビ朝日）[注釈 2]
- 仮面ライダーシリーズ（東映・毎日放送）
  - 仮面ライダーBLACK（1987年 - 1988年）[注釈 2]
  - 仮面ライダーBLACK RX（1988年 - 1989年）
- スーパー戦隊シリーズ（東映・テレビ朝日）
  - 高速戦隊ターボレンジャー（1989年 - 1990年）
  - 地球戦隊ファイブマン（1990年 - 1991年）
  - 鳥人戦隊ジェットマン（1991年 - 1992年）
- メタルヒーローシリーズ（東映・テレビ朝日）
  - 特救指令ソルブレイン（1991年 - 1992年）
  - 特捜エクシードラフト（1992年 - 1993年）
  - 特捜ロボ ジャンパーソン（1993年 - 1994年）
  - ブルースワット（1994年 - 1995年）
- 超光戦士シャンゼリオン（1996年、東映・テレビ東京）